# 4 × 100 meter stafett för damer i friidrott vid olympiska sommarspelen 1996
4 x 100 meter stafett för damer vid olympiska sommarspelen 1996 i Atlanta avgjordes den 3 augusti. 

## Medaljörer
| Gren          | Guld                                                                                 | Guld  | Silver                                                                                                  | Silver | Brons | Brons |
| 4 x 100 meter | USA · Chryste Gaines · Gail Devers · Inger Miller · Gwen Torrence · Carlette Guidry* | 41,95 | Bahamas · Eldece Clarke · Chandra Sturrup · Savatheda Fynes · Pauline Davis-Thompson · Debbie Ferguson* | 42,14  | Jamaica · Michelle Freeman · Juliet Cuthbert · Nicole Mitchell · Merlene Ottey · Gillian Russell* · Andria Lloyd* |       |

## Resultat

### Final
| Placering | Land           | Namn                                                                                           | Final | Bana |
| --------- | -------------- | ---------------------------------------------------------------------------------------------- | ----- | ---- |
|           | USA            | • Chryste Gaines • Gail Devers • Inger Miller • Gwen Torrence                                  | 41,95 | 5    |
|           | Bahamas        | • Eldece Clarke • Chandra Sturrup • Savatheda Fynes • Pauline Davis                            | 42,14 | 2    |
|           | Jamaica        | • Michelle Freeman • Juliet Cuthbert • Nicole Mitchell • Merlene Ottey                         | 42,24 | 6    |
| 4.        | Ryssland       | • Jekaterina Lesjtjova • Galina Maltjugina • Natalja Pomosjtjnikova-Voronova • Irina Privalova | 42,27 | 4    |
| 5.        | Nigeria        | • Chioma Ajunwa • Mary Tombiri-Shirey • Christy Opara-Thompson • Mary Onyali                   | 42,56 | 7    |
| 6.        | Frankrike      | • Sandra Citte • Odiah Sidibé • Patricia Girard-Léno • Marie-José Pérec                        | 42,76 | 3    |
| 7.        | Australien     | • Sharon Cripps • Kylie Hanigan • Lauren Hewitt • Jodi Lambert                                 | 43,70 | 8    |
| 8.        | Storbritannien | • Angie Thorp • Marcia Richardson • Simmone Jacobs • Katharine Merry                           | 43,93 | 1    |

## Icke-kvalificerade
| Placering | Land                     | Namn                                                                                            | Försök | Nummer |
| --------- | ------------------------ | ----------------------------------------------------------------------------------------------- | ------ | ------ |
| —         | Colombia                 | • Mirtha Brock • Felipa Palacios • Patricia Rodríguez • Sandra Borrero                          | 44,16  | 1      |
| —         | Bulgarien                | • Desislava Dimitrova • Petya Pendareva • Zlatka Georgieva • Monika Gachevska                   | 44,19  | 3      |
| —         | Finland                  | • Johanna Manninen • Sanna Hernesniemi • Heidi Suomi • Anu Pirttimaa                            | 44,21  | 3      |
| —         | Kuba                     | • Idalia Hechavarria • Aliuska López • Dainelkis Perez • Liliana Allen                          | 44,32  | 1      |
| —         | Kanada                   | • Katie Anderson • Tara Perry • Ladonna Antoine • Lesley Tashlin                                | 44,34  | 3      |
| —         | Thailand                 | • Sunisa Kawrungruang • Kwuanfah Inchareon • Savitree Srichure • Supaporn Hubson                | 45,62  | 2      |
| —         | Amerikanska Jungfruöarna | • Maria Noel • Ameerah Bello • Jilma Patrick • Rochelle Thomas                                  | 46,09  | 1      |
| —         | Kamerun                  | • Myriam Léonie Mani • Georgette Nkoma • Edwige Abena Fouda • Sylvie Mballa Eloundou            | DNF    | 1      |
| —         | Tyskland                 | • Andrea Philipp • Silke Lichtenhagen • Melanie Paschke • Silke Knoll                           | DNF    | 2      |
| —         | Madagaskar               | • Lantoniaina Ramalalanirina • Rivosoa Rakotondrabe • Nicole Ramalalanirina • Lalao Ravaonirina | DNF    | 2      |
| —         | Saint Kitts och Nevis    | • Bernadeth Prentice • Bernice Morton • Elricia Francis • Valma Bass                            | DNF    | 3      |
| —         | Antigua och Barbuda      | • Sonia Williams • Dine Potter • Charmaine Thomas • Heather Samuel                              | DQ     | 1      |
| —         | Lesotho                  | • Sebongile Sello • Mapotlaki Ts'ehlo • Nteboheleng Koaeana • Lineo Shoai                       | DQ     | 2      |
| —         | Sierra Leone             | • Eunice Barber • Sia Kamanor • Sama Fornah • Melrose Mansaray                                  | DQ     | 3      |